# Seafoam Islands
De Seafoam Islands (Zeeschuimeilanden) zijn een groep kleine eilanden in de fictieve wereld van Pokémon. 
De Seafoam Islands liggen in de oceaan ten zuiden van de regio Kanto en komen onder meer voor in de allereerste Pokémon-spellen, Pokémon Red en Blue. Er komen vooral Pokémon van het ijs-type voor, zoals Seel en de legendarische Articuno.
De eilanden komen ook voor in de Pokémon-tekenfilmserie: in de aflevering The Evolution Solution (De evolutie sensatie) bezoekt Ash er de excentrieke professor Westwood.